# العلاقات البحرينية الزيمبابوية
العلاقات البحرينية الزيمبابوية هي العلاقات الثنائية التي تجمع بين البحرين وزيمبابوي.

## مقارنة بين البلدين
هذه مقارنة عامة ومرجعية للدولتين:
| وجه المقارنة                                              | البحرين       | زيمبابوي |
| --------------------------------------------------------- | ------------- | --- |
| المساحة (كم2)                                             | 765           | 390.76 ألف |
| عدد السكان (نسمة)                                         | 1.49 مليون    | 16.53 مليون |
| الكثافة السكانية (ن./كم²)                                 | 194.77 ألف    | 42.3 |
| العاصمة                                                   | المنامة       | هراري |
| اللغة الرسمية                                             | اللغة العربية | لغة إنجليزية، اللغة الشونا، النديبيلية الشمالية ‏، لغة الشيشيوا، Barwe ‏، Kalanga language ‏، Tshwa language ‏، النداو ‏، اللغة التسونجا، لغة الإشارة الزيمبابوية ‏، اللغة السوتية، تونغا ‏، اللغة التسوانية، اللغة الفيندية، اللغة الكوسية |
| العملة                                                    | دينار بحريني  | دولار أمريكي |
| الناتج المحلي الإجمالي (بليون دولار)                      | 35.31 مليار   | 17.85 مليار |
| الناتج المحلي الإجمالي (تعادل القوة الشرائية) بليون دولار | 64.16 مليار   | 27.88 مليار |
| الناتج المحلي الإجمالي الاسمي للفرد دولار أمريكي          | 22.60 ألف     | 924 |
| الناتج المحلي الإجمالي للفرد دولار أمريكي                 | 45.50 ألف     | 1.79 ألف |
| مؤشر التنمية البشرية                                      | 0.824         | 0.509 |
| رمز المكالمات الدولي                                      | +973          | +263 |
| رمز الإنترنت                                              | .bh           | .zw |
| المنطقة الزمنية                                           | ت ع م+03:00   | ت ع م+02:00 |

## منظمات دولية مشتركة
يشترك البلدان في عضوية مجموعة من المنظمات الدولية، منها:
| علم المنظمة | اسم المنظمة                               | تاريخ انضمام البحرين | تاريخ انضمام زيمبابوي |
| ----------- | ----------------------------------------- | -------------------- | --------------------- |
|             | الأمم المتحدة                             | 21 سبتمبر 1971       | 25 أغسطس 1980         |
|             | منظمة التجارة العالمية                    | ?                    | ?                     |
|             | منظمة الشرطة الجنائية الدولية             | ?                    | ?                     |
|             | المركز الدولي لتسوية المنازعات الاستشارية | 15 مارس 1996         | 19 يونيو 1994         |
|             | الاتحاد الدولي للاتصالات                  | 1975                 | 10 فبراير 1981        |
|             | الفريق المعني برصد الأرض                  | ?                    | ?                     |
|             | البنك الدولي للإنشاء والتعمير             | 15 سبتمبر 1972       | 29 سبتمبر 1980        |
|             | الاتحاد البريدي العالمي                   | ?                    | ?                     |
|             | منظمة حظر الأسلحة الكيميائية              | ?                    | ?                     |
|             | مؤسسة التمويل الدولية                     | 22 سبتمبر 1995       | 29 سبتمبر 1980        |
|             | وكالة ضمان الاستثمار متعدد الأطراف        | 12 أبريل 1988        | 10 أبريل 1992         |
|             | يونسكو                                    | 18 يناير 1972        | 22 سبتمبر 1980        |

## وصلات خارجية
- موقع وزارة الخارجية البحرينية
- موقع وزارة الخارجية الزيمبابوية